# Le Roc
Le Roc es una comuna francesa situada en el departamento de Lot, en la región de Occitania.

## Demografía
| 169 | 177 | 176 | 172 | 185 | 202 | 216 |
| Para los censos de 1962 a 1999 la población legal corresponde a la población sin duplicidades (Fuente: INSEE [Consultar]) |     |     |     |     |     |     |